# Liste der Fornminnen in Ysane

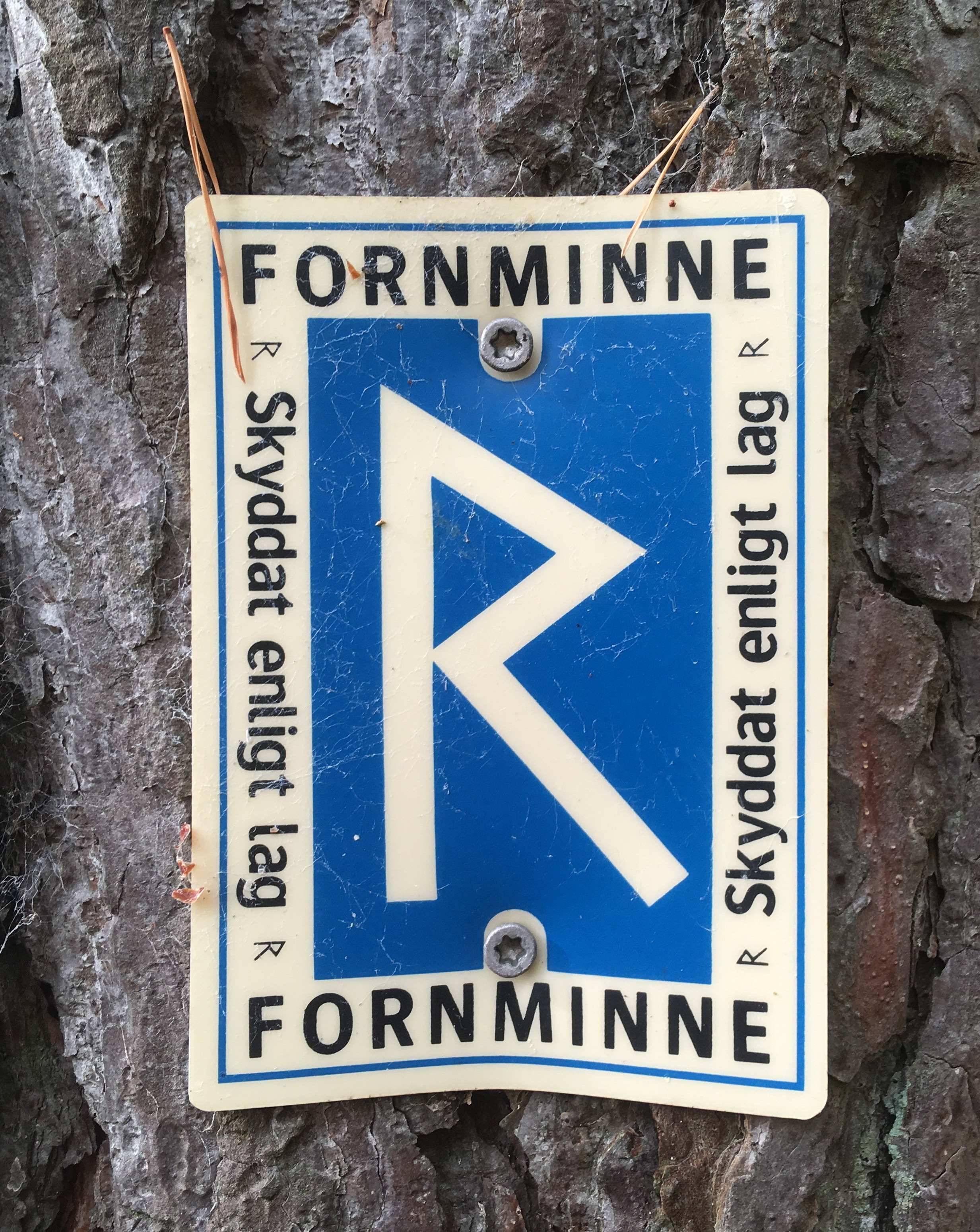
Zeichen für „Fornminnen“ in Schweden

Diese Liste der Fornminnen in Ysane zeigt die „Alten/antiken Denkmale“ (schwedisch fornminnen) im ehemaligen Socken Ysane in der heutigen Gemeinde Sölvesborg der südschwedischen Provinz Blekinge län, sie ist eine Teilliste der „Liste der Fornminnen in Blekinge“. Die Aufteilung basiert auf der historischen Zuordnung der Gebiete in Socken (siehe auch) und der Einteilung des Zentralamt für Denkmalpflege Riksantikvarieämbetet (RAÄ). Es werden die Fornminnen aufgeführt, die auf dem Suchdienst „Fornsök“ registriert sind, welcher weitere Informationen zu den bekannten kulturhistorischen Überresten in Schweden enthält.

## Begriffserklärung
Fornminnen (schwedisch für alte/antike Denkmale oder archäologische Funde) sind in Schweden alte Objekte und archäologische Funde (Fornlämningar), welche die Überreste menschlicher Aktivitäten in der Vergangenheit bezeichnen, die durch frühere Nutzung entstanden sind und dauerhaft aufgegeben wurden. Dabei gilt für Fornminnen, die vor 1850 entstanden sind, dass sie automatisch durch das Gesetz geschützt sind. Aber auch jüngere Überreste können zu Bodendenkmalen erklärt werden, wenn sie sich an ihrem ursprünglichen Standort befinden und weitgehend erdgebunden sind. Als Fornminnen zählen u. a. Siedlungen und Siedlungsreste aus prähistorischer Zeit, Gräber und Grabstätten, Burgruinen, Ruinen von Klöstern, Kirchen und Schlössern, Steine und Felsen mit Inschriften und Bildern (z. B. Runensteine und Petroglyphen), insofern sie nicht schon als Einzeldenkmal unter Byggnadsminnen (schwedisch für Baudenkmale) oder kyrkliga Kulturminnen (schwedisch für kirchliches Kulturgut) ausgewiesen sind.

## Legende
| ID           | = | ID.Nr. des Denkmalregisters (Fornsök) im schwedische Amt für nationales Kulturerbe (Riksantikvarieämbetet (RAÄ)) |
| Lage         | = | Koordinatenangabe des Standorts                                                                                  |
| Bezeichnung  | = | Bezeichnung des Denkmalobjekts (auch RAÄ-Nr.)                                                                    |
| Beschreibung | = | Name (Denkmaltyp/Dokumentenverweis im Arkivsök) sowie eine kurze Beschreibung des Objekts                        |
| Bild         | = | Bild des Objekts sowie Verweis auf weitere Bilder                                                                |

## Fornminnen Ysane
| ID             | Lage    | Bezeichnung (RAÄ-Nr.) | Beschreibung | Bild           |
| -------------- | ------- | --------------------- | --- | -------------- |
| 10101900020001 | (Karte) | Ysane 2:1             | Ysane 2:1 (Hügelgrab / L1979:6482) runder Grabhügel in der Ortschaft Ekliden, neben den Hügelgräbern Ysane 2:2 (L1979:6483) und Ysane 2:3 (L1979:6916), südlich von Norje | Weitere Bilder |
| 10101900020002 | (Karte) | Ysane 2:2             | Ysane 2:2 (Hügelgrab / L1979:6483) runder Grabhügel in der Ortschaft Ekliden, neben den Hügelgräbern Ysane 2:1 (L1979:6482) und Ysane 2:3 (L1979:6916), südlich von Norje | Weitere Bilder |
| 10101900020003 | (Karte) | Ysane 2:3             | Ysane 2:3 (Hügelgrab / L1979:6916) runder Grabhügel in der Ortschaft Ekliden, neben den Hügelgräbern Ysane 2:1 (L1979:6482) und Ysane 2:2 (L1979:6483), südlich von Norje | Weitere Bilder |
| 10101900040001 | (Karte) | Ysane 4:1             | Ysane 4:1 (Hügelgrab / L1979:7017) runder Grabhügel in einem Waldstück südlich Eukliden, ca. 2 km nördlich Ysane | Weitere Bilder |
| 10101900070001 | (Karte) | Ysane 7:1             | Ysane 7:1 (Hügelgrab / L1979:6583) runder Grabhügel in einem kleinen Waldstück (auch als schwedisch Björnkullen bezeichnet) im Süden von Norje, ca. 150 m nördlich Ysane 8:1 (L1979:6635)                                                                                         | Weitere Bilder |
| 10101900080001 | (Karte) | Ysane 8:1             | Ysane 8:1 (Hügelgrab / L1979:6635) runder Grabhügel neben Norjevägen 1 (auch als schwedisch Ringkullen bezeichnet) im Süden von Norje, ca. 150 m südlich von Hügelgrab Ysane 7:1 (L1979:6583)                                                                                     | Weitere Bilder |
| 10101900110001 | (Karte) | Ysane 11:1            | Ysane 11:1 (Hügelgrab / L1979:6683) runder Grabhügel im südlichen Bereich des Hügels Lussabacken (auch als schwedisch Signilds bur bezeichnet) im Norden von Ysane, neben den Hügelgräbern Ysane 12:1 (L1979:6644) und Ysane 12:2 (L1979:6482)                                    | Weitere Bilder |
| 10101900120001 | (Karte) | Ysane 12:1            | Ysane 12:1 (Hügelgrab / L1979:6644) runder Grabhügel im südlichen Bereich des Hügels Lussabacken (auch als schwedisch Signilds bur bezeichnet) im Norden von Ysane, neben den Hügelgräbern Ysane 11:1 (L1979:6683) und Ysane 12:2 (L1979:6482)                                    | Weitere Bilder |
| 10101900120002 | (Karte) | Ysane 12:2            | Ysane 12:2 (Hügelgrab / L1979:6482) runder Grabhügel im südlichen Bereich des Hügels Lussabacken (auch als schwedisch Signilds bur bezeichnet) im Norden von Ysane, neben den Hügelgräbern Ysane 11:1 (L1979:6683) und Ysane 12:1 (L1979:6644)                                    | Weitere Bilder |
| 10101900170001 | (Karte) | Ysane 17:1            | Ysane 17:1 (Friedhof / L1979:6482) Friedhof (auch als schwedisch Klockskogs kyrkogård bezeichnet) in den Feldern südöstlich von Ysane und 1,5 km westlich von Lörby mit Gedenkstein Ysane 17:2 (L1979:6688)                                                                       | Weitere Bilder |
| 12000000110320 | (Karte) | Ysane 49              | Ysane 49 (Gräberfeld / L1978:7545) ca. 40 × 10 m großes Gräberfeld an der E 22 Abzweig Möllebjörke nördlich von Norje, bestehend aus 3 Urnengräbern und 2 Feuerstellen aus der späten Bronzezeit direkt nördlich der Petroglyphen Ysane 89 (L1978:8500) und Ysane 90 (L1978:8532) | Weitere Bilder |
| 12000000135807 | (Karte) | Ysane 89              | Ysane 89 (Petroglyphe / L1978:8500) Petroglyphe beim Gräberfeld Ysane 49 (L1978:7545) und neben Petroglyphe Ysane 90 (L1978:8532) an der E 22 Abzweig „Möllebjörke“ | Weitere Bilder |
| 12000000135809 | (Karte) | Ysane 90              | Ysane 90 (Petroglyphe / L1978:8532) Petroglyphe beim Gräberfeld Ysane 49 (L1978:7545) und neben Petroglyphe Ysane 89 (L1978:8500) an der E 22 Abzweig „Möllebjörke“ | Weitere Bilder |